# Dieter Budde
Dieter Budde (* 11. August 1944 in Oberbergheim jetzt Warstein) ist ein Generalmajor außer Dienst des Heeres der Bundeswehr und Politikwissenschaftler. Er war zuletzt von 2002 bis 2005 erster Kommandeur der Division Luftbewegliche Operationen.

## Militärische Laufbahn
Budde trat nach dem Abitur in Bielefeld 1966 als Offizieranwärter in die Fallschirmjägertruppe der Bundeswehr ein. 1969 wechselte er zur Heeresfliegertruppe und durchlief verschiedene Verwendungen. Von 1977 bis 1979 absolvierte er den 20. Generalstabslehrgang Heer an der Führungsakademie der Bundeswehr in Hamburg. Er besuchte überdies den Higher Command and Staff Course in England. Später war er bis 1996 Kommandeur des Heeresfliegerregiments 10 in Faßberg.
Von 1996 bis 1999 war er Kommandeur der Luftmechanisierten Brigade 1 in Fritzlar. Von 1999 bis 2002 war Brigadegeneral Budde, selbst Pilot, Kommandeur der Heeresfliegerwaffenschule in Bückeburg und war damit auch General der Heeresfliegertruppe. Als im Jahre 2002 die Division Luftbewegliche Operationen, hauptsächlich bestehend aus den Hubschrauberkräften der Heeresflieger, in Veitshöchheim aufgestellt wurde, übernahm Budde, zum Generalmajor ernannt, als Erster das Kommando. Er führte die Division in ihrer Aufstellungs- und Ausbildungsphase und gab das Kommando am 25. August 2005 an Brigadegeneral Carl-Hubertus von Butler ab. Zum 1. September 2005 trat Budde schließlich in den Ruhestand.
Budde studierte Politikwissenschaften, Soziologie, Geschichts- und Wirtschaftswissenschaft in München (Diplom-Politologe und Master in Governance) und promovierte 2000 in Staats- und Sozialwissenschaften bei Armin A. Steinkamm an der Universität der Bundeswehr München mit der Dissertation Abrüstung, Entwaffnung und Rüstungskontrolle unter Berücksichtigung politischer und strategischer Aspekte und ihre Auswirkung auf Deutschland zum Dr. rer. pol.

## Nach der Pensionierung
Seit seiner Pensionierung 2005 war Budde bis 2009 geschäftsführender Gesellschafter der StratCons GmbH (Strategic Consulting), die ehemalige Soldaten auf Zeit und Berufssoldaten in die Industrie und Wirtschaft vermittelt.

## Privates
Budde ist verheiratet, römisch-katholisch und hat zwei Töchter.